# Jan Kasal
Jan Kasal (ur. 6 listopada 1951 w miejscowości Nové Město na Moravě) – czeski polityk, samorządowiec i inżynier, długoletni parlamentarzysta, były przewodniczący Unii Chrześcijańskiej i Demokratycznej – Czechosłowackiej Partii Ludowej (KDU-ČSL).

## Życiorys
W 1975 ukończył inżynierię mechaniczną na Politechnice Czeskiej w Pradze, po czym do 1990 pracował w przedsiębiorstwie przemysłowym jako badacz. W 1986 wstąpił do Czechosłowackiej Partii Ludowej, po przemianach politycznych podjął działalność w KDU-ČSL. Od 1992 do 1998 był pierwszym wiceprzewodniczącym partii. Następnie do 2001 kierował tym ugrupowaniem. Również w 2006 przez kilka miesięcy pełnił obowiązki przewodniczącego ludowców.
W latach 1990–1992 zasiadał w Czeskiej Radzie Narodowej. Następnie do 2010 przez pięć kadencji sprawował mandat deputowanego do Izby Poselskiej. W latach 1996–1998 i 2002–2010 był wiceprzewodniczącym niższej izby czeskiego parlamentu. W 2011 zatrudniony w czeskim przewoźniku kolejowym ČD Cargo.
Obejmował również funkcje w samorządzie terytorialnym jako radny miasta Zdziar nad Sazawą (1998–2002) i poseł do sejmiku kraju Wysoczyna (2012–2016).